# Коммунистическая партия Германии (марксистско-ленинская)
Коммунистическая партия Германии (марксистско-ленинская), КПГ/МЛ (нем. Kommunistische Partei Deutschlands/Marxisten-Leninisten, KPD/ML) — маоистская политическая партия в Западной Германии, существовавшая в 1968—1986 годах.

## Краткая история
Партия была создана в 1968 году в Гамбурге Эрнстом Аустом в результате откола от Коммунистической партии Германии. Центральным органом партии являлась газета «Roter Morgen» («Красный восход»). Центральный штаб находился в Дортмунде.
Изначально группа ориентировалась на маоистский Китай. После конфликта между Китаем и Албанией, КПГ/МЛ поддерживала Энвера Ходжу, лидера Албанской партии труда (АПТ). В 1977 году партия окончательно порывает с маоизмом, и на четвёртом съезде в 1978 года принимает новую программу, в которой дистанцируется от «теории трех миров». К 1983 году ухудшаются отношения с АПТ.
В 1970 году в партии происходила борьба между ЦК и Центральным бюро КПГ/МЛ под руководством Петера Вейнфурта (Peter Weinfurth) и Герда Генгера (Gerd Genger), базировавшимся в Бохуме. Органом ЦБ была газета «Rote Fahne» («Красное знамя»). Газета, а затем и ЦБ, прекратили своё существование к началу 1973 года. Часть группы присоединилась к КПГ/МЛ — «Revolutionärer Weg», — партии, известной по названию теоретического органа, редактировавшегося Вилли Дикхутом. В 1972 году на основе КПГ/МЛ — «Revolutionärer Weg» был создан Коммунистический рабочий союз Германии, преобразовавшийся затем в Марксистско-ленинскую партию Германии.
С середины 1970-х годов существовала секция КПГ/МЛ в Германской демократической республике. Секция в ГДР издавала свою газету под названием «Roter Blitz» («Красная молния»), которая до начала 1980-х годов называлась «Rote Morgen — Ausgabe der Sektion DDR» («„Красный восход“ — издание секции в ГДР»). В основном, секция была уничтожена Штази в начале 1980-х годов. Местная ячейка в Магдебурге реорганизовалась после падения Берлинской стены в 1989 году.
В 1980-е годы КПГ/МЛ сотрудничала с троцкистской Международной марксистской группой. В 1986 году две организации слились в Объединенную социалистическую партию (ОСП). Меньшинство партии, несогласное с объединением, создало КПГ/МЛ, издающую до настоящего времени газету «Roter Stern» («Красная звезда»). Лидером КПГ/МЛ — «Roter Stern» является Франц Пошль (Franz Pöschl).
Молодёжной организацией КПГ/МЛ являлся Коммунистический Союз Молодёжи Германии (КМСГ, Kommunistische Jugendverband Deutschlands, KJVD).

## Съезды КПГ/МЛ
- Учредительный съезд — 31 декабря 1968 года
- 1-й съезд — декабрь 1971 года
- 2-й съезд — июль 1972 года
- 3-й съезд — февраль 1977 года
- 4-й съезд — декабрь 1978 года
- 5-й съезд — ноябрь 1983 года

## Председатели КПГ/МЛ
- 1968—1983 Эрнст Ауст (Ernst Aust)
- 1983—1986 Хорст-Дитер Кох (Horst-Dieter Koch)